# Trichogoniopsis
Trichogoniopsis là một chi thực vật có hoa trong họ Cúc (Asteraceae).

## Loài
Chi Trichogoniopsis gồm các loài:
1. Trichogoniopsis adenantha (DC.) R.M.King & H.Rob. - Brasil (Minas Gerais, São Paulo, Bahia, Mato Grosso, Ceará, Paraná, Rio de Janeiro, Espirito Santo)
2. Trichogoniopsis grazielae Soar.Nunes - Brasil (Pernambuco)
3. Trichogoniopsis morii R.M.King & H.Rob. - Brasil (Bahia)
4. Trichogoniopsis podocarpa (DC.) R.M.King & H.Rob. - Brasil (Rio de Janeiro)